# Metatrogus praeceps
Metatrogus praeceps är en skalbaggsart som beskrevs av Britton 1978. Metatrogus praeceps ingår i släktet Metatrogus och familjen Melolonthidae. Inga underarter finns listade i Catalogue of Life.